# Benson (Vermont)
Benson – miasto w Stanach Zjednoczonych, w stanie Vermont, w hrabstwie Rutland.